# Odinia biguttata
Odinia biguttata is een vliegensoort uit de familie van de Odiniidae. De wetenschappelijke naam van de soort is voor het eerst geldig gepubliceerd in 1959 door Sabrosky.